# Clement Ligoure
Clement Courtenay Ligoure (13 de outubro de 1886 - 23 de maio de 1922) foi um médico e editor de jornal natural de Trindade e Tobago. É conhecido por ter sido o primeiro médico negro a praticar medicina na Nova Escócia, Canadá. Ele também é conhecido por tratar centenas de vítimas da explosão de Halifax em sua clínica doméstica, além de ser editor e publicador do jornal The Atlantic Advocate.

## Infância e educação
Nascido em San Fernando, Trinidad e Tobago, ele era filho de Clement François e Amanda M. Crooke. Seu pai trabalhava para a Suprema Corte de Trinidad e Tobago.
Em abril de 1904, Ligoure mudou-se para os Estados Unidos quando tinha 19 anos de idade.

## Carreira

### Trabalho médico militar e precoce
Com a Primeira Guerra Mundial em andamento, Ligoure se alistou no exército canadense e acabou viajando para Halifax, Nova Escócia—chegando em 1916, dois meses depois de obter seu diploma final — para ser um oficial médico no No. Batalhão de Construção . Foi um batalhão totalmente negro que ele co-fundou. No entanto, um "erro" no aplicativo resultou na substituição dele por um médico branco, "provavelmente devido ao British War Office (ou seja, o Departamento de Milícias e Defesa do Canadá) se recusar a ver além da barra de cores". Ele ainda ajudou arrecadando dinheiro  e passou sete meses recrutando para o batalhão.
Apesar de ser um médico licenciado, Ligoure não tinha permissão para usar hospitais em Halifax. Ainda assim, ele serviu como oficial médico para os trabalhadores da Canadian National Railway. Sua clínica para quinze pessoas estava localizada em sua casa e batizada de Amanda Private Hospital em homenagem a sua mãe.

### Explosão de Halifax
Após a explosão de Halifax em 6 de dezembro de 1917, Ligoure trabalhou longas horas para tratar as vítimas da explosão. Alguns dos pacientes que lotaram sua clínica não conseguiram obter ajuda médica em outro lugar. Em uma declaração ao Dr. Archibald MacMechan, Ligoure comunicou que trabalhava dia e noite:
Apesar do alerta de uma segunda explosão, ele trabalhou sem parar até as 20h. [. . . ] Sete pessoas passaram a noite em seu escritório, deitadas sobre cobertores. Nos dias 7, 8 e 9 de dezembro, trabalhou regularmente de noite e de dia, fazendo trabalhos externos à noite.
A princípio, seu único apoio era sua governanta e seu pensionista. No dia 10 de dezembro, Ligoure solicitou ajuda da Prefeitura e recebeu duas enfermeiras para acompanhá-lo para estabelecer um "posto oficial de curativos" para troca e aplicação de curativos. Eventualmente, ele estava liderando dez enfermeiras, seis outras mulheres e quatro soldados (um dos quais era médico).
Seu trabalho continuou até 28 de dezembro, com registros indicando que cerca de 200 pacientes foram atendidos por dia. Seus pacientes eram quase todos brancos. De acordo com registros de arquivo, os pacientes não foram cobrados. Este trabalho levou-o a ser reconhecido como um "herói local" e "herói desconhecido".

### O jornal Atlantic Advocate
Ligoure atuou como editor e publicador do The Atlantic Advocate. A publicação ocorreu na casa que ele comprou em 1917 na 166 North Street. Foi o primeiro jornal da Nova Escócia de propriedade e publicado por canadenses negros. O jornal funcionou de 1915 a 1917 e seu cabeçalho dizia: "Dedicado aos interesses das pessoas de cor."